# هجوما كرايستشيرش 2019
هجوما كرايستشيرش 2019. هما هجومان إرهابيان، دافعهما سيادة البيض وكراهية الإسلام، وقعا في يوم الجمعة 15 مارس 2019، حيث أُطلقت النيران داخل مسجدي النور ومركز لينود الإسلامي في مدينة كرايستشرش في نيوزلندا ونتج عنهُما العديد من الإصابات والوفيات.
بدأ إطلاق النار الساعة 13:45 ظهر 15 مارس 2019 بتوقيت نيوزيلندا (00:40 حسب التوقيت العالمي المنسق)، وقُتل 51 شخصاً، وأصيب 50 آخرون. وعثرت الشرطة على سيارتين ملغومتين وأَبطَلت فيهما مفعول المتفجرات. ويعد هذا أول حادث هجوم بإطلاق نار ضد مجموعات في نيوزيلندا منذ مجزرة راوريمو عام 1997، ويعد حادث إطلاق النار الأكثر دموية في تاريخ نيوزيلندا الحديث.
وقد وصفت رئيسة وزراء نيوزيلندا جاسيندا آردرن وعدد من الحكومات في العالم الحادث بأنهُ هجوم إرهابي. وقد اشتُبه بضلوع أربعة مجرمين في الهجوم أحدهم أسترالي الجنسية وصفه الإعلام بأنه من اليمين البديل ومؤمن بسيادة البيض، ويبلغ من العمر 28 عاماً، وكان يستخدم رموزًا وشعارات تعود للنازيين الجدد، وقد ربط بين الهجومين وبين الزيادة العالمية في نشاط متطرفي سيادة البيض واليمين البديل، والذي لوحظ منذ منتصف عقد 2010. وفي 27 أغسطس 2020، صدر الحكم على مُنفذ الهجومين برينتون تارانت بالسجن المؤبد مدى الحياة دون إمكانية الإفراج عنه.

## التفاصيل
نفذ المسلح الهجوم على مسجد النور في شارع دينز أفنيو في ريكارتن حوالي الساعة 13:45 بتوقيت نيوزيلندا. وبث هجومه بثًا مباشرًا على موقع فيسبوك وقال فيهِ أنه يدعى برينتون تارانت (28 عاما) مولود في أستراليا، وبأنه من المؤمنين بضرورة سيادة البيض في العالم. وكانت الأسلحة التي استعملها تارانت مكتوبة عليها باللون الأبيض أسماء لأشخاص قد شاركوا في نزاعات تاريخية وحروب ومعارك ضد المسلمين منذ زمن بعيد. وقبل إطلاق النار مباشرة قال تارانت تذكروا أن تشتركوا في قناة بيوديباي لتشاهدوا القصف المباشر. وقد ذكرت تقارير أنه كان يوجد داخل المسجد حوالي 300 شخص يؤدون صلاة الجمعة وقت إطلاق النار. وذكر شاهد عيان يقيم بالقرب من المسجد للمراسلين الصحفيين أنه شاهد المجرم الذي أطلق النار يفر من المسجد وقد ألقى سلاحه الناري في مدخل مرآب السيارات أثناء هروبه.
أما الهجوم الثاني فكان على مركز لينود الإسلامي حين هاجم مسلح آخر المركز الإسلامي في كرايست تشيرش. واستخدم أحد المصليين سلاحه الخاص لإيقاف الهجوم على مركز لينوود بعد لحاقهِ بالمهاجمين، والرد على إطلاق النار. وقد أكدت الشرطة أن الهجوم كان سريعاً، وأسفر عن وفاة 7 أشخاص.

## المنفذ
المتهم الرئيسي في الهجوم هو برينتون تارانت، من مواليد العام 1991، وهو أسترالي الجنسية، نشأ في غرافتون وهي بلدة صغيرة شمال نيوساوث ويلز بأستراليا. ويقيم في خليج أندرسون في دنيدن. اعتقل بعد الهجوم على شارع برغام في أعقاب مطاردة الشرطة التي اصطدمت بسيارتهِ. ووُجهت إليهِ فيما بعد تهمة القتل. مثُل أمام محكمة مقاطعة كرايستشيرش في 16 مارس، حيث حبس احتياطياً للمثول أمام محكمة كرايستشيرش العليا في 5 أبريل. وخلال مثولهِ أمام المحكمة ابتسم أمام وسائل الإعلام وصنع علامة OK، وهو رمز تتبناه حركة القومية البيضاء والعنصريون عبر شبكة الإنترنت.
عمل تارانت كمدرب شخصي في جرافتون، في نيو ساوث ويلز، بعد تخرجهِ من المدرسة الثانوية من عام 2009 إلى عام 2011. وبدأ زيارة العديد من البلدان في آسيا وأوروبا خلال عام 2012. وتحقق السلطات في بلغاريا وتركيا في زياراتهِ الأخيرة لهم. وقد أصبح مهووسًا بالهجمات الإرهابية التي وقعت في جميع أنحاء أوروبا في عامي 2016 و2017. وبدأ التخطيط للهجوم قبل حوالي عامين واختار هدفهُ قبل ثلاثة أشهر من إطلاق النار. ويشتبه مسؤولو الأمن بأنه كان على اتصال بمنظمات يمينية متطرفة قبل حوالي عامين من الحادث أثناء زيارتهِ للدول الأوروبية.

### بيانه الرسمي
سجل تارانت معتقداته في بيان من 73 صفحة عنوانه «الاستبدال العظيم» في إشارة إلى نظرية مؤامرة الإبادة الجماعية البيضاء ونسختها الفرنسية الاستبدال العظيم. في البيان أيضًا، قال إنه كان يخطط لهجوم قبل عامين وأنه اختار مدينة كرايستشيرش قبل ثلاثة أشهر. أعلن أنه كان «شيوعيًا» و «أناركيًا» و «متحررًا»، لكنه بدأ يتبنى أفكارًا عنصرية وأصبح فاشيًا بيئيًا قلقًا بشأن ظاهرة الاحتباس الحراري. على الرغم من رفضه ذكر النازية، إلا أن مجلة المحافظ الأمريكية ‏ تعلق على أن أيديولوجيته السياسية تتوافق مع الاشتراكية القومية. وتضيف المجلة المحافظة أن تارانت يرفض الرأسمالية، ويعتبر أن المسيحية تعتبر فقط عنصرا موحِّدا لأوروبا، في مواجهة التدهور الأخلاقي الذي يعزوه إلى الغرب. يتضمن البيان إشارة إلى شخصيات بارزة في ميمات الإنترنت واليمين ويشجع مستخدمي الإنترنت الذين يتفقون مع أفعاله على نشر رسالته وإنشاء ميمات جديدة.
عبر المتهم عن العديد من المشاعر المعادية للمهاجرين، بما في ذلك خطاب الكراهية ضد المهاجرين، والخطاب التفوقي الأبيض، والذي يدعو إلى إبعاد المهاجرين غير الأوروبيين مثل الروما، والهنود، والشعب التركي، والساميين، وغيرهم ممن يزعم أنهم «يغزون أرضه». كما حذر من غزو محتمل من الهند أو الصين أو تركيا في المستقبل. يصف تارانت نفسه بأنه قومي إثني. وذكر الدوافع وراء الهجوم في بيان لهُ مثل الانتقام للمدنيين الأوروبيين الذين كانوا ضحايا في الهجمات الإرهابية الإسلامية داخل أوروبا. وعلى وجه الخصوص، يذكر مرارًا الانتقام لمقتل إيبا آوكلند، الضحية في هجوم ستوكهولم 2017. كما ذكر أن الهجمات هي انتقام للموت الناجم عن الغزوات الأجنبية للأراضي الأوروبية. ولإعطاء دوافعه لاستهداف المسلمين، كتب أن أسبابه كانت «تاريخية ومجتمعية وإحصائية... [المسلمون] هم أكثر المجموعات احتقارًا من الغزاة في الغرب، حيث أن مهاجمتهم تحظى بأكبر قدر من الدعم. وهم أيضًا من أقوى المجموعات، ذات الخصوبة العالية، وإعلاء مصلحة المجموعة وإرادة الغزو». كانت البنادق وخزائن الذخيرة المستخدمة مغطاة بكتابات بيضاء تحمل أسماء أشخاص وأشكالًا متعلقة بالنزاعات التاريخية والحروب والمعارك بين المسلمين وغيرهم.كما كان لديه محتوى عن العقيدة الوثنية والعبادة الوثنية في صفحتهِ على مواقع التواصل الاجتماعي.
يعرض البيان رموزًا للنازيين الجدد مثل الشمس السوداء وصليب أودين ‏. ومع ذلك، فإن المؤلف ينكر كونه نازيًا، ويدعي بدلاً من ذلك أنه «فاشي بيئي» و «مُزيل للكباب»، في إشارة إلى ميم تمجيد الإبادة الجماعية للمسلمين البوسنيين من قبل الجيش البوسني الصربي. وقالت وثيقته إنه استهدف المسلمين كشكل من أشكال «الانتقام من الإسلام لمدة 1300 عام من الحرب والدمار الذي جلبه على شعوب الغرب وشعوب العالم الأخرى». في البيان، يذكر تارانت البابا أوربان الثاني فيما يتعلق بحملة صليبية ضد «السباق الآثم للمسلمين»، ويدعو أيضًا إلى الاستعادة المسيحية للقسطنطينية (اسطنبول التركية). تضمن بيانه العديد من الإشارات الصريحة إلى الإمبراطورية العثمانية وتركيا. تضمنت أسباب تارانت لتنفيذ القتل الجماعي نيته «دق إسفين بين دول الناتو الأوروبية والأتراك الذين هم أيضًا عضو في الناتو».
قبل الهجوم بتسع دقائق، أرسل البيان لأكثر من 30 شخصًا، منهم مكتب رئيس الوزراء وعدة مؤسسات إعلامية. شارك كذلك روابط للبيان على تويتر و8تشان قبل هجومه مباشرة.

## بعد الحادثة
نُقل الناجون من الحادثين إلى المستشفيات القريبة، بما في ذلك مستشفى كرايستشيرش. فعّل مجلس مقاطعة كانتربري للصحة (CDHB) خطته للإصابات الجماعية. وقال متحدث باسمهم أنهم عثروا على عبوتين ناسفتين في سيارة واحدة وابطلوا مفعولهما. أعيد نشر تسجيل البث المباشر على العديد من خدمات بث الفيديو بما في ذلك LiveLeak و YouTube. وحثت الشرطةُ وجماعات الدعوة الإسلامية والحكومة كل من يجد مقاطع فيديو على إنزالها أو الإبلاغ عنها. ووجهت انتقادات شديدة لوسائل الإعلام الأسترالية لبثها لقطات على شاشات التلفزيون، خاصة وأن المشتبه بهِ المؤكد كان أستراليًا.
أُغلقت على أثر ذلك العديد من المدارس القريبة من موقع الحادثتين في أعقاب الحدث. ونصحت السلطات جميع المساجد في البلاد بإغلاق أبوابها حتى إشعار آخر، وأرسلت قوات الشرطة لتأمين جميع المواقع. وأُلغيت جميع رحلات طيران New Zealand Link المغادرة من مطار كرايستشيرش كإجراء احترازي بسبب عدم وجود فحص أمني. وعُقدت لجنة للمسؤولين عن تنسيق الأمن الداخلي والخارجي (ODESC) (Officials Committee for Domestic and External Security Co-ordination) لتنسيق رد واستجابة الحكومة. وقد عادت رئيسة الوزراء جاسيندا أرديرن التي كانت على ارتباطات عامة في نيو بلايموث، إلى ولنجتون عن طريق الجو لتلقي المشورة الرسمية.
أُلغيت مباراة اختبار الكريكيت الثالثة بين نيوزيلندا وبنغلاديش، والتي كان من المقرر أن تُلعب في هاجلي أوفال في كرايستشيرش من 16 مارس، بسبب مخاوف أمنية. كما كان فريق بنغلاديش على وشك الوصول إلى مسجد النور وكان على بعد لحظات من دخول المبنى عندما بدأ الحادث. ثم هرب اللاعبون سيراً على الأقدام إلى هاجلي أوفال Hagley Oval ولكنهم احتجزوا في غرفة تبديل ملابس الملعب.
في دنيدن، فتشت فرقة المسلحين التابعة لشرطة نيوزيلندا منزلاً في خليج أندرسون بعد أن أوضح مطلق النار في مسجد كرايستشيرش على وسائل التواصل الاجتماعي أنه كان يخطط أصلاً لاستهداف مسجد الهدى في المدينة. طوقت الشرطة جزءًا من شارع سومرفيل المحيط وأجْلت السكان بالقرب من العقار المذكور. أرجأت جامعة أوتاجو أيضًا موكب الشوارع الذي يوافق الذكرى 150 لتأسيسهِ والذي كان من المقرر أن يجري في 16 مارس استجابةً للمخاوف الأمنية.
بدأ جمع التبرعات عبر الإنترنت لدعم الضحايا وعائلاتهم، اعتبارًا من 20 مارس 2019 جُمع أكثر من 6.7 مليون دولار نيوزيلندي. جنبا إلى جنب مع جمع تبرعات أخرى، جُمع ما مجموعه 8.4 مليون دولار للضحايا وعائلاتهم، اعتبارًا من 20 مارس 2019. كما أكد رئيس الوزراء من جديد على أن الجرحى أو القتلى في عمليات إطلاق النار وعائلاتهم المباشرين مشمولون بنظام تعويض الحوادث ‏ في البلاد، والذي يقدم تعويضًا عن الدخل المفقود ومنحة جنازة بقيمة 10,000 دولار، من بين مزايا أخرى.
أصبحت المساجد المتورطة في الهجمات، وغيرها في جميع أنحاء البلاد والعالم، بؤرة تجمع الناس للحراسة، ومكانا للرسائل والأزهار. شجع عمدة كرايستشيرش، ليان دالزيل، الناس على وضع الزهور خارج حدائق المدينة النباتية. وكعلامة للتعاطف والتضامن، أدى تلاميذ المدارس وغيرها من المجموعات رقصة الهاكا ووالواياتا لتكريم الذين قتلوا في الهجمات. كما أرسلت عصابات الشوارع بما في ذلك مونجريل موب ‏ وبلاك باور ‏ وكينغ كوبراس ‏ أعضاء إلى المساجد في جميع أنحاء البلاد للمساعدة في حمايتهم أثناء أوقات الصلاة. بعد أسبوع من الهجمات، أقيمت صلاة الجمعة في الهواء الطلق، حيث حضرها 5000 شخص في متنزه هاجلي وتم بثه على المستوى الوطني.

### الفيديو
أُعيد نشر تسجيل للبث المباشر على العديد من خدمات بث الفيديو بما في ذلك لايف ليك ويوتيوب. وحثت الشرطة وجماعات مناصرة المسلمين والهيئات الحكومية أي شخص يجد اللقطات على إزالتها أو الإبلاغ عنها. سرعان ما صنف المكتب النيوزيلندي لتصنيف الأفلام والآداب ‏ مقطع الفيديو على أنه «مرفوض»، مما يجعل من المخالف جنائيًا في البلد توزيع الفيديو أو نسخه أو عرضه، مع فرض عقوبات محتملة تصل إلى 14 عامًا على الأفراد، أو ما يصل إلى 100,000 دولار من الغرامات للشركات. : 124 مَثُل رجل يبلغ من العمر 18 عامًا في محكمة مقاطعة كرايستشيرش في 18 مارس / آذار يواجه تهمة توزيع الفيديو، وتهمة ثانية بنشر منشور مرفوض، بين 8 و15 مارس، وهو صورة لمسجد النور تحمل رسالة «تم قنص الهدف»، بالإضافة إلى رسائل دردشة أخرى «تحرض على عنف شديد».
بثت العديد من المؤسسات الإعلامية في أستراليا ومواقع الصحف الشعبية في المملكة المتحدة أجزاء من البث المباشر، حتى دخول المسلح المبنى، على الرغم من مناشدات من شرطة نيوزيلندا بعدم عرضه. أوقفت سكاي تيليفيجن نيوزيلندا ‏ مجموعة قنوات سكاي نيوز أستراليا مؤقتًا بعد أن عرضت تلك الشبكة اللقطات، وقالت إنها تعمل مع سكاي نيوز أستراليا لمنع تكرار عرض الفيديو. قام ثلاثة من مزودي خدمة الإنترنت في نيوزيلندا بحظر الوصول إلى 8chan والمواقع الأخرى ذات الصلة بالهجوم، وحظروا مؤقتًا المواقع الأخرى التي تستضيف الفيديو مثل 4تشان ولايف ليك وميغا حتى يمتثلوا لطلبات إزالة نسخ الفيديو. رفض مسؤول كيوي فارمز علنًا طلبًا من أحد المحققين النيوزيلنديين للحصول على بيانات المستخدم فيما يتعلق بالمشاركات حول الهجمات.
قالت مواقع التواصل الاجتماعي، بما في ذلك فيسبوك ويوتيوب وريديت وتويتر، أنها تعمل بجد لإزالة مقطع الفيديو الخاص بالهجوم من منصاتها كما ستقوم أيضًا بإزالة أي شيء نُشر لدعم الهجمات. وفقًا لموقع فيسبوك، لم تُقدّم أية شكاوى حول الفيديو حتى اثنتي عشرة دقيقة بعد انتهائه، وشوهد الفيديو الأصلي من المهاجم أقل من 200 مرة قبل إخطار الخدمة بمحتواه، وشوهد 4000 مرة قبل إزالته. أُزيل المقطع في غضون دقائق من الإخطار، حيث قام فيسبوك بإنشاء بصمة تجزئة رقمية لاكتشاف المزيد من عمليات التحميل؛ إلا أن المقطع نُشر على مواقع أخرى. وقالت فيسبوك أنها منعت 1.5 مليون تحميل للفيديو والصور في اليوم التالي للهجوم، بما في ذلك الإصدارات المعدّلة، مع حظر معظمها من خلال بصمة التجزئة لمنع الرؤية. حظرت رديت موضوعا اسمه " WatchPeopleDie" أي «شاهد الناس يموتون» و "Gore" أي «دماء مُراقة»، قائلة إن المواضيع هناك تمجّد الهجمات، في انتهاك لاتفاقات المستخدم. على الرغم من هذا الرد، طلب مسؤولو نيوزيلندا وقادة العالم الآخرون من فيسبوك ويوتيوب والمواقع الاجتماعية الرئيسية الأخرى تحمل مسؤولية المحتوى المتطرف المنشور على خدماتهم.

## الضحايا
| الجنسية                  | عدد الضحايا |
| ------------------------ | ----------- |
| باكستان                  | 6           |
| الكويت                   | 1           |
| مصر                      | 4           |
| الأردن                   | 4           |
| الصومال                  | 4           |
| بنغلاديش                 | 3           |
| أفغانستان                | 2           |
| الهند                    | 5           |
| سوريا                    | 2           |
| فيجي                     | 1           |
| إندونيسيا                | 1           |
| نيوزيلندا                | 1           |
| فلسطين                   | 4           |
| السعودية                 | 1           |
| الإمارات العربية المتحدة | 1           |
| غير معروف                | 10          |
| المجموع                  | 50          |

أسفر الهجوم عن مقتل 50 شخصًا: 42 في مسجد النور، و7 في مركز لينوود الإسلامي، وآخر تُوفي في مستشفى كرايستشيرش ‏. تتراوح أعمار الذين قتلوا بين 3 أعوام و 77 عامًا. في آخر تقرير له بتاريخ 17 مارس، قال المفوّض بوش أن 50 شخصًا آخرين أُصيبوا. 36 عولجوا إثر أعيرة نارية في مستشفى كرايستشيرش، اثنان منهم حالتهما خطيرة. كان طفل واحد في مستشفى أطفال ستارشيب في أوكلاند. وكان لاعب كرة الصالات الوطني ورجل أعمال تكنولوجيا المعلومات عطا عليان من بين القتلى. بسبب عدد الضحايا، كانت شرطة كرايستشيرش بطيئة في تأكيد هوية الضحايا؛ اعتبارًا من 20 مارس 2019، حُدّدت هوية 30 ضحية فقط من بين الضحايا الخمسين وأُفرج عن جثامينهم لعائلاتهم.
في اليوم التالي للهجمات، بقي العشرات من الأشخاص في عداد المفقودين، ونشرت عدة مكاتب دبلوماسية ووزارات خارجية بيانات تتعلق بعدد الضحايا من دولهم. طلبت الشرطة من الأشخاص المفقودين، أو الأشخاص المدرجة أسماؤهم في عداد المفقودين، تسجيل أنفسهم عبر الإنترنت كآمنين على موقع استعادة الروابط العائلية، الذي تديره اللجنة الدولية للصليب الأحمر. وقد نشر الصليب الأحمر النيوزيلندي ‏ قائمة بالمفقودين، وشملت رعايا من أفغانستان وبنغلاديش والهند والأردن وباكستان والمملكة العربية السعودية وماليزيا وإندونيسيا.

## صدور الحكم
في 27 أغسطس 2020 ، أصدر القاضي ماندر الحكم على تارانت بالسجن المؤبد مدى الحياة دون إمكانية الإفراج المشروط، وذلك بعد إدانته بجريمة قتل 51 شخصًا. كما حُكم على تارانت بالسجن المؤبد لضلوعه في عمل إرهابي وبالسجن 12 عامًا لمحاولة قتل 40 شخصًا، مع تنفيذ جميع الأحكام في وقت واحد. وهذه هي المرة الأولى التي يُفرض فيها عقوبة السجن المؤبد دون عفو مشروط، وهو أقصى عقوبة متاحة في نيوزيلندا.
وصرح القاضي كاميرون ماندر «إنّ المحكمة قررت فرض هذه العقوبة على هذا المدان الشرير واللاإنساني لأنّه يتعيّن عليها الرد بطريقة ترفض بشكل حاسم مثل هذا الحقد الشرير»، مضيفاً «أن وراء أيديولوجيته المعوجّة يخفي تارانت كراهية عميقة دفعته إلى مهاجمة الرجال والنساء والأطفال العزّل».
ورحبت رئيسة الوزراء النيوزيلندية جاسيندا أرديرن بالعقوبة الصادرة بحقّ تارانت، معتبرة أنّه يستحق قضاء حياته خلف القضبان «في صمت وتام ومطلق»، وأن «صدمة 15 آذار/مارس لا تعالج بسهولة، لكنّي آمل اليوم أن تكون هذه المرة الأخيرة التي نضطر فيها لسماع اسم الإرهابي أو نطقه».

## ردود الفعل

### زعماء العالم
وصفت رئيسة الوزراء أرديرن الحادث بأنه «عمل عنف شديد وغير مسبوق» في «أحد أحلك أيام نيوزيلندا». ووصفته بأنه هجوم إرهابي مخطط له جيدًا. وقالت إنها ستجعل الشخص المتهم بالهجوم «بلا اسم» وحثت الجمهور على ذكر أسماء الضحايا بدلاً من ذلك.  وصرحت إليزابيث الثانية بصفتها ملكة نيوزيلندا، بأنها «حزينة للغاية» بسبب الهجوم.
كما أدان سياسيون آخرون وقادة العالم هذه الهجمات (انظر بالأسفل)، حيث عزا البعض الهجوم إلى الإسلاموفوبيا.
أعلن رئيس وزراء باكستان، عمران خان، أن المهاجر الباكستاني ميان نعيم رشيد، الذي واجه المسلح وقُتل في الهجوم على مسجد النور، أنه سيُكرّم بجائزة وطنية لشجاعته.
رئيس تركيا، رجب طيب أردوغان، أظهر مرارا وتكرارا الفيديو الذي صوره المهاجم لانصاره في مسيرات حملة الانتخابات المحلية. انتقدت حكومتا نيوزيلندا وأستراليا، وكذلك حزب المعارضة الرئيسي في تركيا، تصرفاته.

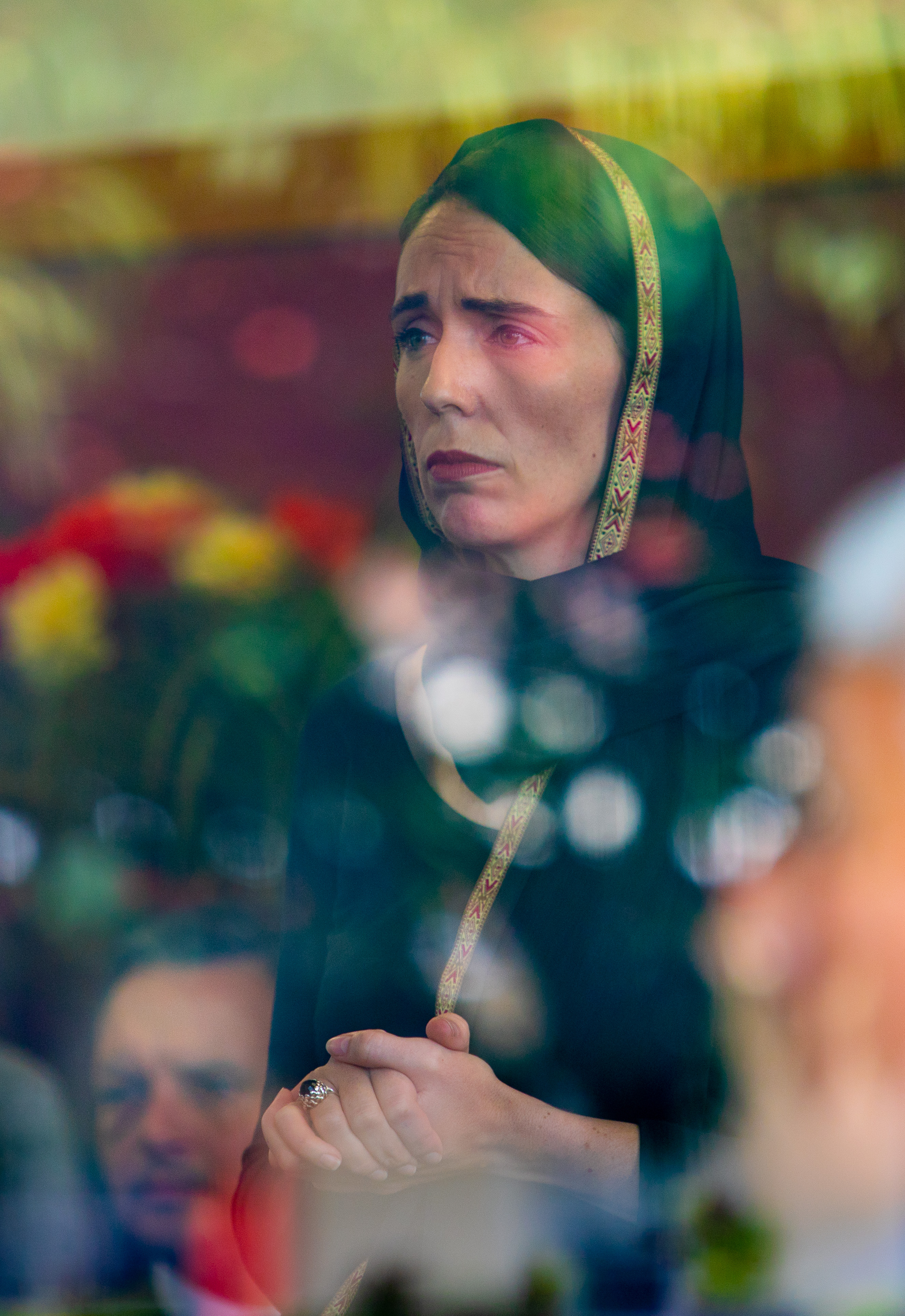
زارت رئيسة الوزراء جاسيندا أرديرن أعضاء الجالية المسلمة في مركز مجتمع فيليبستاون في كرايستشيرش في اليوم التالي للهجمات.

### الأفراد
- كتب اليوتيوبر بيوديباي بالتغريد قائلا: «أشعر بالاشمئزاز الشديد بعد أن نطق هذا الشخص باسمي»؛ حيث كان منفذ الهجمات قد طلب من المشاهدين «الاشتراك في قناة PewDiePie» في بداية البث المباشر الذي نشرهُ أثناء الهجمات.[126]
- سوني بيل ويليامز: نشر الرياضي النيوزيلاندي الشهير سوني بيل ويليامز فيديو يُظهر تأثره الشديد بالحادث الأرهابي، قائلاً «سمعت الخبر ولم أتمكن من التعبير بكلمات عما أشعر به الآن، أرسل دعواتي ومحبتي إلى العائلات التي تأثرت بهذا الهجوم. إن شاء الله كلهم في الجنة، أشعر بالحزن العميق لأن هذا يحدث في نيوزيلندا».[127]

### اليمين البديل
قال المسلح في بيانه أنه يدعم رئيس الولايات المتحدة، دونالد ترامب، باعتباره «رمزًا للهوية البيضاء المتجددة والغرض المشترك»، لكنه لم يدعم قيادته وسياساته. عندما سُئل ترامب عما إذا كان يعتقد أن «القوميين البيض يمثلون تهديدًا متزايدًا في جميع أنحاء العالم»، أجاب: "أنا لا أعتقد ذلك حقًا. أعتقد أنها مجموعة صغيرة من الأشخاص الذين يعانون من مشاكل خطيرة للغاية. إنه بالتأكيد شيء فظيع. "
سارعت جماعات سيادة البيض الموجودة في نيوزيلندا إلى إدانة الهجوم والتبرؤ من الجاني. ألا أن عددا من قادة اليمين المتطرف والناشرين عبر الإنترنت أيدوا الهجوم، مشيرين إلى مطلق النار باعتباره «بطلاً» ووصفوا العنف بأنه جزء من صراع عرقي عالمي مستمر بين البيض وغير البيض. صرح أندرو أنجلين، زعيم موقع ذا ديلي ستورمر، أنه من بين عمليات إطلاق النار الجماعية التي شاهدها «هذا هو الأكثر تسليةً منهم جميعًا» وأن مطلق النار أصبح بالفعل «بطلًا شعبيًا» للكثيرين داخل الحركة.
أطلق المكتب الخامس البريطاني تحقيقًا في الروابط بين مطلق النار واليمين المتطرف البريطاني.

### قوانين السلاح
تعرضت قوانين الأسلحة في نيوزيلندا للتدقيق في أعقاب الهجومين، وتحديداً مشروعية البنادق شبه الآلية العسكرية ‏ مقارنةً بأستراليا، التي حظرتها بعد مذبحة بورت آرثر ‏، في عام 1996. كما يعلق فيليب ألبير من موقع سياسة السلاح GunPolicy.org «نيوزيلندا وحيدة تقريبا مع الولايات المتحدة في عدم تسجيل 96 في المئة من أسلحتهما النارية... يمكن للمرء أن يفترض أن سهولة الحصول على هذه الأسلحة النارية قد يكون عاملا في قراره لارتكاب الجريمة في كرايستشيرش».
أعلنت رئيسة الوزراء أديرن أن: "قوانين السلاح لدينا سوف تتغير، والآن هو الوقت المناسب... سيسعى الناس إلى التغيير، وأنا ملتزمة بذلك. " وتابعت: "كانت هناك محاولات لتغيير قوانيننا في 2005 و 2012 وبعد تحقيق في عام 2017. الآن هو وقت التغيير. " نقل عن النائب العام ديفيد باركر لاحقًا قوله أن الحكومة ستحظر الأسلحة شبه الآلية، لكنه تراجع لاحقًا عن هذا البيان، قائلا أن الحكومة لم تلتزم بعد بأي شيء وأن اللوائح المتعلقة بالأسلحة شبه الآلية «واحدة من القضايا» التي سوف تنظرها الحكومة. وقالت أرديرن، في مؤتمر صحفي عقد يوم 18 مارس، أن تفاصيل الإصلاحات المقترحة سيتم تقديمها بحلول 25 مارس. أعلنت آرديرن فرض حظر في 21 مارس، مضيفة أنها كانت تعمل على وضع تشريع ساري المفعول اعتبارًا من 11 أبريل. كتدبير انتقالي، من الساعة 3:00 مساء ذلك اليوم، تم تصنيف بعض البنادق والبنادق نصف الآلية أنها تحتاج إلى ترخيص مع «تأييد إلكتروني». وقالت إذاعة نيوزيلندا: «بعد فترة معقولة للسماح بإعادة الأسلحة، فإن أولئك الذين يواصلون امتلاك هذه الأسلحة النارية سيكونون في انتهاك للقانون». كما يجري النظر في برنامج «لإعادة شراء السلاح ‏».
في اليوم التالي للهجوم، أبلغ بعض أصحاب متاجر السلاح عن زيادة في المبيعات، خاصة الأسلحة شبه الآلية، استجابةً لاحتمال ظهور قوانين أكثر صرامة، ولكن ديفيد تيبل، صاحب سلسلة متاجر Gun City، قال «كان هناك الكثير من الحديث عن الشراء خوفا من التقنين، ولكن هذه كذبة.» واستجاب بعض أصحاب الأسلحة النيوزيلندية إثر الهجوم بتسليم أسلحتهم طواعية إلى الشرطة. منذ ذلك الحين، حظر موقع المبادلة Trade Me على الإنترنت بيع الأسلحة شبه الآلية على منصته. في عام 2018، أفيد أنه من بين 1.5 مليون قطعة سلاح مسجلة في نيوزيلندا، كانت 15000 قطعة سلاح هي نصف آلية. على الرغم من هذا العدد وعلى الرغم من نداءات الشرطة، فإن مجلس الوزراء لم يحسم أمره بعد بشأن تسجيل السلاح.

### المحلية
- دعت الشرطة النيوزيلندية، جميع المساجد في البلاد إلى إغلاق أبوابها على خلفية الهجوم الإرهابي على مسجدين في مدينة كرايست تشيرش، أثناء صلاة الجمعة.[150]

### الدولية
- ألمانيا: أدانت المستشارة الألمانية أنجيلا ميركل الهجوم الإرهابي الذي إستهدف مسجدين في نيوزيلندا بعد صلاة الجمعة.[151]
- إسرائيل: أدانت الخارجية الإسرائيلية هجوم إطلاق النار الذي استهدف مصلين داخل مسجدين في نيوزيلندا.[152]
- الأردن: أدانت وزارة الخارجية الأردنية، في بيان «بأشد العبارات الهجوم الإرهابي»، مشيرة إلى أن «المعلومات الأولية تشير إلى وجود مواطنين أردنيين بين المصابين في الحادث الإرهابي» لم تحدد عددهم.[153]
- السعودية: أدان الملك سلمان بن عبد العزيز الهجوم الإرهابي في برقية بعثها إلى الحاكمة العامة لنيوزيلندا، وقال في تغريدة عبر حسابه على تويتر: «إن المجزرة الشنيعة في استهداف المصلين الآمنين بمسجدين في نيوزلندا، عمل إرهابي، وتؤكد مسؤولية المجتمع الدولي في مواجهة خطابات الكراهية والإرهاب، التي لا تقرها الأديان ولا قيم التعايش بين الشعوب.».[154] وعبّر مصدر مسؤول بوزارة الخارجية السعودية عن إدانة المملكة بأشد العبارات إطلاق النار الذي استهدف مسجدين خلال صلاة الجمعة في مدينة كرايست تشيرش جنوب نيوزيلندا، ما أدى لسقوط عشرات القتلى والجرحى.[155]
- السويد: أدان رئيس الوزراء السويدي ستيفان لوفين الهجوم الإرهابي الذي استهدف مسجدين في نيوزيلندا اليوم، معرباً عن أسفه وتعازيه لدولة نيوزيلندا وأهالي الضحايا وأصدقائهم.[156]
- الإمارات العربية المتحدة: أدانت حادث إطلاق النار على مسجدين في نيوزيلندا أسفر عن سقوط عدد من الأبرياء بين قتيل وجريح مجددة موقفها الثابت والرافض للإرهاب بكافة أشكاله
- العراق: أدانت وزارة الخارجية العراقية هذه الجريمة وأعلنت وقوفها إلى جانب الشعب النيوزلنديّ.[157]
- الكويت: أدانت الكويت الهجوم الإرهابي الذي استهدف مسجدين وسط مدينة كرايست تشيرش في نيوزيلندا وأدى إلى مقتل وجرح العشرات.[158]
- المملكة المتحدة: قالت الملكة إليزابيث، ملكة بريطانيا، إنها شعرت "بحزن عميق بسبب الأحداث المروعة في مدينة كرايستشيرش النيوزيلندية"، وقالت في بيان لها: نقدم أنا والأمير فيليب تعازينا لأسر وأصدقاء من فقدوا أرواحهم".[159]
- تركيا: أدان رئيس دائرة الاتصال بالرئاسة التركية، فخر الدين ألطون، بأشد العبارات، الهجوم الإرهابي على مسجدين في نيوزيلندا أثناء صلاة الجمعة.[160]
- روسيا: أعلن الكرملين أن الرئيس الروسي أرسل برقية تعزية إلى رئيسة وزراء نيوزيلندا لسقوط الضحايا جراء العملية الإرهابية في مدينة كرايستشيرش، معربا عن أمله في معاقبة جميع المتورطين.[161]
- عُمان: أدانت سلطنة عمان الهجوم الإرهابي على المصلين في المسجدين خلال صلاة الجمعة في كرايست تشيرش بنيوزيلندا والذي أدى إلى مقتل وإصابة العشرات من بينهم أطفال.[162]
- فلسطين: أدانت وزارة الخارجية الفلسطينية والمغتربين بأشد العبارات، الاعتداء الإرهابي الجبان الذي استهدف المصلين المسلمين في مسجدين في نيوزيلندا، وراح ضحيته العشرات بين قتيل وجريح. واعتبرت الوزارة في بيان لها يوم الحادث، أن هذا الإرهاب امتداد وترجمة لثقافة الكراهية والعنصرية والتطرف.[163]
- لبنان: أدانت وزارة الخارجية والمغتربين في بيان لها «الجريمة الارهابية البشعة التي حصلت في نيوزيلندا في مسجد اعتقد المصلون فيه أنه ملاذ آمن للصلاة والتسامح، فإذ بيد التطرف تمتد إليهِ بأبشع الأعمال».[164]
- مصر: أعربت وزارة الخارجية المصرية في بيان لها، عن خالص التعازي والمواساة لأسر الضحايا، كما وصفه الرئيس المصري عبد الفتاح السيسي بأنه حادث إرهابي ضد الإنسانية.[165]
- الولايات المتحدة: قال الرئيس الأميركي دونالد ترامب في تغريدة بموقع تويتر «أعرب عن أحر مشاعر المواساة وأطيب التمنيات للنيوزيلنديين بعد المجزرة المروعة التي استهدفت المسجدين». كما قالت المتحدثة باسم البيت الأبيض سارة ساندرز «قلوبنا ودعاؤنا للضحايا وذويهم. نتضامن مع أهالي نيوزيلندا وحكومتهم ضد فعل الشر والكراهية هذا» الذي وقع بمدينة كرايست تشيرتش.[166]
- الجزائر: أعلن الناطق باسم وزارة الشؤون الخارجية عبد العزيز بن علي شريف أن الجزائر تدين “بشدة” الاعتداءين الإرهابيين “الإجراميين” اللذين استهدفا يوم الجمعة مسجدين بمدينة كرايستشيرش في نيوزيلندا مخلفين 49 قتيلا وإصابة حوالي خمسين آخرين.[167]
- تونس: أعربت تونس عن إدانتها الشديدة للاعتداءين الإرهابيين الغادرين اللذان استهدفا مسجدين في نيوزيلندا أثناء صلاة الجمعة وأدّيا إلى سقوط عدد كبير من المصلين بين قتلى وجرحى.
- المجر: أعرب الرئيس المجري يانوش أدير، عن تعازيه لعائلات وأصدقاء ضحايا حادث إطلاق النار الإرهابي الذي استهدف مسجدين في مدينة «كرايست تشيرش» الواقعة شرقي نيوزيلندا، وأسفر عن مقتل 50 شخصا.[168]
- اليمن: عبر مصدر مسؤول بوزارة الخارجية عن إدانة الجمهورية اليمنية بشدة الهجوم الإرهابي وإطلاق النار الذي استهدف المصلين في مسجدين بمدينة كرايست تشيرش بجنوب نيوزيلندا وأسفر عن سقوط عشرات القتلى والجرحى.[169]
- قطر: أدانت دولة قطر، بأشد العبارات الهجوم الإرهابي والوحشي الذي استهدف مسجدين في نيوزيلندا.[170]
- الصين: قال المتحدث باسم وزارة الخارجية الصينية «لو كانغ» ـ في تصريح -«إن الصين تدين الحادث وتقدم التعازي في الضحايا، وتعرب عن تعاطفها الشديد مع الأسر المكلومة والجرحى».[171]
- إيران: أدانت إيران على لسان المتحدث باسم الخارجية بهرام قاسمي، بشدة الهجوم الإرهابي على مسجدين في نيوزيلندا الذي راح ضحيته العشرات من المصلين، ووصفه بالعمل الوحشي.[172]
- أوكرانيا: قالت وزارة الخارجية الأوكرانية على حسابها الرسمي بموقع التواصل الاجتماعي «تويتر»، أنها تدين بشدة وبشكل حازم المذبحة التي وقعت في المسجدين، معبرة عن تعازيها الخالصة لأسر ضحايا العمل الإرهابي. وأضافت: «نصلي مع أصدقائنا في نيوزيلندا من أجل الشفاء العاجل للذين اُصيبوا في هذا العمل الوحشي». أما وزير الخارجية بافلو كليمكين، فوصف الهجوم على حسابه في «تويتر» بأنه «مثير للاشمئزاز».[173]
- ماليزيا: أعرب رئيس الوزراء الماليزي مهاتير محمد عن إدانته واستيائه الشديد من الهجوم الإرهابي، الذي استهدف مسجدين في نيوزيلندا، مشددا على أن الإرهاب لا حدود له، وفقًا لوكالة أنباء الشرق الأوسط.[174]
- الفاتيكان: أدان البابا فرنسيس الحادث، وعبرّ عن تضامنه مع الشعب النيوزيلندي وخاصةً الجالية المسلمة. وأضاف البيان أن البابا يصلي من أجل أرواح الذين قضوا في الهجوم، كما يصلي لشفاء المصابين.[175]
- الكنيسة القبطية المصرية الأرثوذكسية : أدانت الكنيسة القبطية الأرثوذكسية وعلي رأسها البابا الأنبا تواضروس الثاني الهجوم الإرهابي الغادر الذي استهدف مسجدين صباح، اليوم الجمعة، بمدينة «كرايست تشيرش» بجنوب نيوزيلندا وأزهق عشرات من أرواح المصلين.

### تفجيرات سريلانكا
وفقًا لوزير الدفاع السريلانكي روان فيجواردين، فإن تفجيرات سريلانكا خلال إحتفالات عيد القيامة في أبريل عام 2019 كانت ثأرًا لهجوم كرايستشيرش. ومع ذلك فقد كان هذا موضوع شك، حيث يعتقد المحللون أن الهجمات قد تم التخطيط لها في وقت سبق هجوم كرايستشيرش. وقد أعلن تنظيم الدولة الإسلامية (داعش) مسؤوليته عن هجمات سريلانكا، وجاء في بيان التنظيم أنّ «منفذي الهجوم الذي استهدف رعايا دول التحالف والنصارى في سريلانكا من مقاتلي الدولة الإسلامية».

## مُلاحظات
1. ↑  يعدّ السجن المؤبد أقصى عقوبة في القضاء النيوزيلندي، إذ ألغت الدولة عقوبة الإعدام عام 1961 لكنّها أبقت عنها في خيانة الدولة، قبل أن تلغى العقوبة بالكامل عام 1989. وتعود آخر عقوبة إعدام في البلاد إلى 1957.